# Bone Machine
Bone Machine ist das zehnte reguläre Studioalbum von Tom Waits. Es erschien 1992 bei Island Records.

## Hintergrund
Bone Machine besinnt sich wie schon das fünf Jahre zuvor veröffentlichte Vorgängeralbum Franks Wild Years vornehmlich auf Studiosoundmaterial. Das von Blues und Gospel geprägte Album wird oft als das düsterste Album von Tom Waits bezeichnet, nicht nur weil es thematisch um moralische Niederungen wie Mord und Totschlag kreist, sondern auch weil es mit rauen und niederschmetternden Klangbildern und Perkussion im Stil schwerer Bluesrock-Rhythmen aufwartet. Soweit frühere Alben regelmäßig noch einem romantisch verklärten Outsider-Image unterlagen, klingen die sechzehn Stücke von Bone Machine recht apokalyptisch und authentisch verloren. Selbst Balladen tragen eine morbid-nihilistische Grundstimmung, etwa wenn die tragische Geschichte mit einem In a little rain never hurts someone kommentiert wird.

## Aufnahme und Produktion
Bone Machine wurde aufgenommen und produziert in den Prairie Sun Recording studios in Cotati, Kalifornien. Die Aufnahmen fanden im Studio C, besser bekannt als „the Waits Room“, statt.

## Coverbild
Das Coverfoto stellt eine Nahaufnahme von Tom Waits dar. Unscharf und in Schwarz-Weiß fotografiert wirkt das Bild, das Waits mit einem Lederscheitelkäppchen und überstrahlter Brille abbildet, nahezu animalisch. Das Foto stammt von Jesse Dylan, dem Sohn des Folk- und Rockmusikers Bob Dylan.

## Soundtracks und Coverversionen
Etliche Stücke von Bone Machine wurden in zahlreiche Soundtracks eingebunden und von verschiedenen Künstlern kopiert.
- Das erste Lied des Albums, Earth Died Screaming, wurde für den Film 12 Monkeys (1995) verwendet.
- Jesus Gonna Be Here wurde in dem 2004 gedrehten Film Domino verwendet. Tom Waits hatte darin auch einen eigenen Auftritt.
- Goin’ Out West wurde für den Film Fight Club (1999) eingespielt.
- Goin’ Out West wurde gecovert von Queens of the Stone Age,[3] Gomez, Widespread Panic, Gov’t Mule, Richthofen, the Blacks und dem australischen Bluesgitarristen Ash Grunwald.
- I Don’t Wanna Grow Up wurde von den Ramones für deren letztes Album Adios Amigos eingespielt.
- Etta Scollo coverte denselben Song als italienische Version (Crescere non mi va) auf ihrem Album Casa (2003).
- Petra Haden und Bill Frisell verarbeiteten die Platte für ihre Zwecke.
- Beth Greene aus der TV-Serie The Walking Dead sang I Don’t Wanna Grow Up als eine Art Kinderlied für ein Neugeborenes.
- I Don’t Wanna Grow Up wurde auch in der Filmsatire Jojo Rabbit (2019) verwendet.

## Erfolge
Das Album gewann den Grammy Award for Best Alternative Music Album.

## Titelliste
Alle Lieder wurden von Tom Waits und Kathleen Brennan geschrieben und produziert:
1. Earth Died Screaming – 3:36
2. Dirt In The Ground – 4:07
3. Such A Scream – 2:08
4. All Stripped Down – 3:03
5. Who Are You – 3:54
6. The Ocean Doesn´t Want Me – 1:49
7. Jesus Gonna Be Here – 3:18
8. A Little Rain – 2:58
9. In The Colosseum – 4:50
10. Going Out West – 3:20
11. Murder In The Red Barn – 4:28
12. Black Wings – 4:35
13. Whistle Down The Wind – 4:35
14. I Don´t Wanna Grow Up – 2:31
15. Let Me Get Up On It – 0:53
16. That Feel – 3:13